# おつけだんご
おつけだんごとは、山梨県大月市で古くから食べられている郷土料理である。

## 概要
味噌汁の中に旬の野菜と小麦粉を水で溶いた団子を入れた料理で、しょうゆ味や塩味などそれぞれの家庭によって味や具は様々である。養蚕が盛んだった市内の農家で食べられてきた料理であり、現在町おこしとしてB-1グランプリにも出展されている。これをイメージした「おつたろう」・「おつけちゃん」というキャラクターもいる。すいとん・だご汁・ひっつめ・はっと等、似たような料理がある。
おつけだんごが誕生したいきさつは不明であるが、大月市には「大月桃太郎伝説」という伝承があり、これが料理として伝えられたという説がある。また、名前の由来として味噌汁の別称である「おみおつけ」と「団子」を組み合わせた説、「大月」を「おつけ」ともじってつけられた説など様々である。小麦粉で作ったものを野菜と一緒に味噌ベースの汁に入れて食べる点では同じ山梨県の郷土料理であるほうとうやみみとよく似ている。
大月駅周辺にはおつけだんごを出している店が多くあり、本来の味噌汁ベースのほかにも醤油ベースや鶏肋ベースのもの、野菜のほかに薬膳や甲州ワインビーフを入れたものまで様々なメニューがある。